# Rudolf Grothues
Rudolf Grothues (* 12. September 1963 in Beckum) ist ein deutscher Geograph und Politiker.

## Ausbildung und Beruf
Nach Abitur und Zivildienst in Beckum studierte Rudolf Grothues ab 1984 an der Universität Münster Geographie, Politik und Soziologie, 1992 schloss er das Studium mit dem Diplom ab. Im gleichen Jahr wurde er wissenschaftlicher Volontär bei der Geographischen Kommission für Westfalen des Landschaftsverbandes Westfalen-Lippe in Münster. Ab 1993 war er in der Geographischen Kommission als wissenschaftlicher Referent angestellt, unter anderem übernahm er die wissenschaftliche Bearbeitung und Redaktion der Reihe „Städte und Gemeinden in Westfalen“. 2006 wurde er in Münster mit einer Dissertation zum Thema „Lebensverhältnisse und Lebensstile im urbanisierten ländlichen Raum – Analyse anhand ausgewählter Ortsteile im münsterländischen Kreis Steinfurt“ promoviert. Seit Januar 2007 ist er Geschäftsführer und wissenschaftlicher Referent der Geographischen Kommission für Westfalen. Seine Forschungsschwerpunkte sind die Geographie des westfälischen Raumes allgemein sowie die Bevölkerungs- und Wirtschaftsentwicklung und der Strukturwandel im ländlichen Raum.

## Politisches Wirken
Grothues trat 1993 in die SPD ein. Seit 2006 hat er den Vorsitz des SPD-Ortsvereins Beckum inne. Von 1998 bis 2014 war er Vorsitzender des SPD-Stadtverbandes Beckum. Seit 1999 ist er Mitglied des Rates der Stadt Beckum, seit 2009 erster stellvertretender Bürgermeister der Stadt Beckum. Seit 2003 gehört er dem Aufsichtsrat bzw. Beirat der Stadtmarketing Beckum GmbH an, seit 2014 ist er Vorstandsmitglied der Beckumer Wohnungsbaugesellschaft.

## Schriften (Auswahl)
Als Verfasser
- Lebensverhältnisse und Lebensstile im urbanisierten ländlichen Raum. Analyse anhand ausgewählter Ortsteile im münsterländischen Kreis Steinfurt. Aschendorff, Münster 2006, ISBN 978-3-402-06291-3.
- Am Puls der Zeit. 75 Jahre Geographische Kommission für Westfalen (= Siedlung und Landschaft in Westfalen, Band 38). Aschendorff, Münster 2012, ISBN 978-3-402-14832-7.
- mit Hans Blossey: Beckum von oben. Selbstverlag, Beckum 2018, ISBN 978-3-00-061104-9.
- Stiftungen in Westfalen (= Atlas von Westfalen, Band 2). Aschendorff, Münster 2018, ISBN 978-3-402-14971-3

Als Herausgeber und Redakteur
- Heinz Heineberg und andere (Hrsg.), Redaktion Rudolf Grothues: Westfalen regional. Festgabe für Prof. Dr. Klaus Temlitz zum 65. Geburtstag. Aschendorff, Münster 2007, ISBN 978-3-402-06321-7.
- Der Strukturwandel im Beckumer Zementrevier. Jahrestagung der Geographischen Kommission 2008. Geographische Kommission für Westfalen, Münster 2009.
- Der Kreis Gütersloh (= Städte und Gemeinden in Westfalen, Band 11). Aschendorff, Münster 2009, ISBN 978-3-402-14937-9.
- Heinz Heineberg u. a. (Hrsg.), Redaktion Rudolf Grothues: Westfalen regional 2 (= Siedlung und Landschaft in Westfalen, Band 37). Aschendorff, Münster 2010, ISBN 978-3-402-14830-3.
- mit Carola Bischoff Friedhelm Pelzer und Klaus Temlitz (Hrsg.): Kreis Minden-Lübbecke (= Städte und Gemeinden in Westfalen, Band 13). Aschendorff, Münster 2013, ISBN 978-3-402-14939-3.
- mit Heinz Heineberg und Markus Wieneke (Hrsg.): Geographisch-landeskundliche Themen und Wissenswertes über die Region Westfalen-Lippe (= Westfalen regional, Band 3; = Siedlung und Landschaft in Westfalen, Band 41). Aschendorff, Münster 2016, ISBN 978-3-402-14835-8.
- mit Carola Bischoff und Karl-Heinz Otto (Hrsg.): Kreis Unna (= Städte und Gemeinden in Westfalen, Band 15). Aschendorff, Münster 2017, ISBN 978-3-402-14941-6.

Aufsätze (Auswahl)
- Die Veränderungen der Wirtschaftsstruktur im Kreis Warendorf 1969–1990. In: Alois Mayr u. a. (Hrsg.): Münsterland und angrenzende Gebiete (= Spieker, Band 36), Münster, 1993.
- Ascheberg. In: Heinz Heineberg u. a. (Hrsg.): Der Kreis Coesfeld (= Städte und Gemeinden in Westfalen, Band 7). Aschendorff, Münster 2000, ISBN 3-87023-101-7, S. 65–77
- Dorsten. In: Heinz Heineberg und andere (Hrsg.): Die Emscher-Lippe-Region (= Städte und Gemeinden in Westfalen, Band 8). Aschendorff, Münster 2002, ISBN 3-402-06271-2, S. 103–124.
- Bodenschätze in Westfalen. Das Beckumer Zementrevier. In: 200 Jahre Westfalen. Jetzt! Herausgegeben von der Stadt Dortmund Kulturbetriebe, dem Museum für Kunst und Kulturgeschichte, dem Landschaftsverband Westfalen-Lippe und dem Westfälischer Heimatbund. Aschendorff, Münster 2015, ISBN 978-3-402-13134-3, S. 464–473.